# San Andrés de Cuerquia
San Andrés de Cuerquia è un comune della Colombia facente parte del dipartimento di Antioquia.
Il centro abitato venne fondato da Domingo Antonio Angarita, Baldomero e Pedro José Jaramillo nel 1761, mentre l'istituzione del comune è del 1856.